# كامبرودون
بلدية كامبرودون (بالإسبانية: Camprodón) هي بلدية تقع في مقاطعة جرندة التابعة لمنطقة كتالونيا شمال شرق إسبانيا.

## الديموغرافيا
بلغ عدد سكان بلدية كامبرودون 2.450 نسمة عام 2011 (وفقاً للمعهد الوطني الإسباني للإحصاء).
| 2.308 | 2.350 | 2.312 | 2.446 | 2.516 | 2.542 | 2.450 |

## أعلام
- خوليو كول
- إسحق ألبينيز
- خوسيه كوتريكاساس